# Phyllonorycter diversella
Phyllonorycter diversella är en fjärilsart som först beskrevs av Braun 1916.  Phyllonorycter diversella ingår i släktet guldmalar, och familjen styltmalar. Inga underarter finns listade i Catalogue of Life.